# Омен (фільм, 1976)
«Омен» (англ. Omen) — британський трилер/фільм жахів 1976 року режисера Річарда Доннера, перша частина серії фільмів Омен, що оповідає про воцаріння на Землі Антихриста. Прем'єра фільму відбулася 25 червня 1976 року. Фільм був удостоєний премії «Оскар» в номінації «Найкраща музика до фільму».

## Сюжет
Фільм оповідає про прихід у наш світ Антихриста в людській подобі.
Американський дипломат в Італії, Роберт Торн, прибувши в римський пологовий будинок, дізнається, що його щойно народжена дитина померла. Місцевий священик пропонує йому усиновити малюка, який за збігом народився одночасно з сином Торна, і залишився сиротою (так як його власна мати померла при пологах). Роберт погоджується, не сказавши дружині про заміну померлої на чужу дитину, щоб не засмучувати її.
Батьки виховують маленького Дем'єна, прив'язуються до нього як до рідного сина. З моменту призначення Роберта Торна американським послом в Англії, вони переїжджають в новий маєток в Лондоні і перевозять дитину з собою. Однак, з моменту, коли хлопчику виповнюється 5 років, в сім'ї починає коїтися щось дивне. При численних гостях, присутніх, щоб привітати Торнів, вішається вихователька дитини. Нова вихователька категорично налаштована проти відвідування дитиною церкви. Жирафи в Лондонському зоопарку розбігаються, забачивши Дем'єна. Зустрічі з Торном шукає якийсь явно божевільний священик, намагаючись переконати посла, що його син — нелюдське дитя…
Поступово Торн переконується, що це саме так.

## Ролі
- Грегорі Пек — Роберт Торн
- Лі Ремік — Кетрін Торн
- Девід Ворнер — Кіт Дженнінгс
- Біллі Вайтло — пані Бейлок
- Гарві Спенсер Стівенс — Дем'єн Торн
- Патрік Троутон — отець Бреннан
- Мартін Бенсон — отець Шпілетто
- Лео Маккерн — Карл Буґенгаґен
- Роберт Ріетті — чернець
- Джон Страйд — психіатр
- Ентоні Ніколлз — д-р Беккер
- Голлі Пелейнс — няня
- Рой Бойд — репортер
- Фреда Дові — черниця
- Шейла Рейнор — пані Гортон
- Роберт Маклауд — Хортон
- Брюс Боа — помічник Торна
- Дон Феллоус — помічник Торна
- Патрік Макейлині — фотограф
- Бетті Макдавелл — американський міністр
- Ніколас Кемпбелл — Марін